# フェデリカ・モゲリーニ
フェデリカ・モゲリーニ（イタリア語: Federica Mogherini、イタリア語発音: [fedeˈriːka moɡeˈriːni]、1973年6月16日 - ）は、イタリアの政治家。元欧州委員会副委員長兼欧州連合外務・安全保障政策上級代表（2014年 - 2019年）。
2014年2月22日から10月31日まで、中道左派のマッテオ・レンツィ内閣の外務・国際協力相を務めた。イタリア民主党、欧州社会党所属。
2020年、ベルギーとポーランドにキャンパスを置く欧州大学の学長に就任した。

## 経歴

### 生い立ち
映画監督で美術デザイナーのフラヴィオ・モゲリーニ（1922年 - 1994年）のもとに、ローマで生まれる。ローマ・ラ・サピエンツァ大学で政治学を学び、政治哲学の学位を取得。エラスムス計画でフランスのエクス＝アン＝プロヴァンス政治学院に留学中に、「イスラームにおける政教関係」と題した卒業論文を書き上げた。

### 政党職員

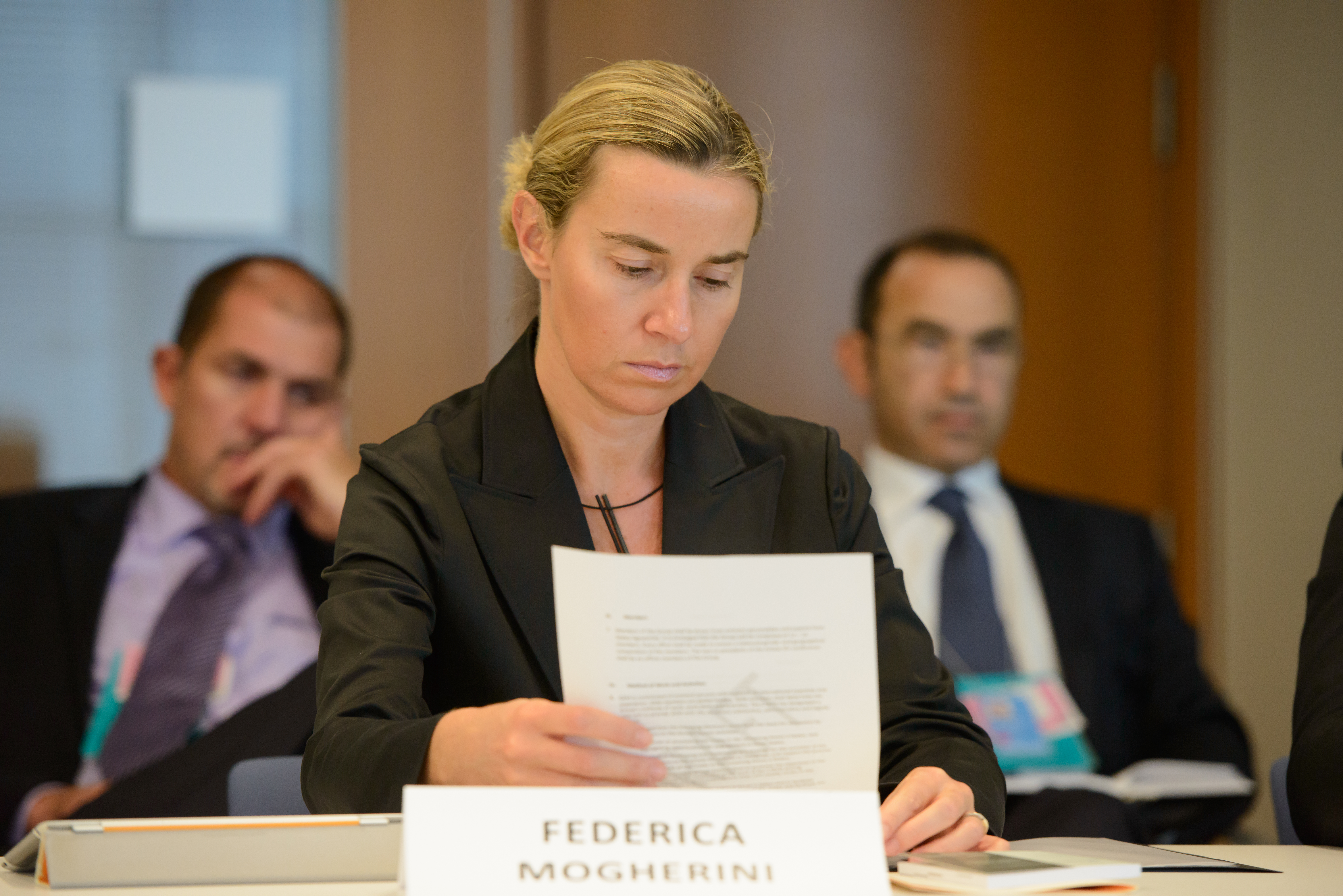
NATO国会議員会議にて

1988年以来イタリア共産主義青年同盟の会員であったモゲリーニは、イタリア共産党が社会民主主義政党に衣替えした後の1996年に青年左翼に合流した。2001年に左翼民主主義者全国評議会の委員となり、のちに全国執行委員会や政治委員会で職務に当たった。2003年に左翼民主主義者の外務局に移り、国際運動や他党関係部門の責任者となった。のちには部局の取りまとめ役となり、ピエロ・ファッシノ書記長のもとで外交や国際関係の責任者を務めた。在職中はアフガニスタンやイラク、中東和平プロセスに関する政府の政策の監視にあたった。欧州社会党や社会主義インターナショナル、それにアメリカ合衆国の民主党をはじめとする左派諸政党との関係を保つ役割も受け持った。
2007年11月4日に民主党が結党されると、結党者で初代書記長のワルテル・ヴェルトローニのもとで勤務した。

### 国会議員
2008年、モゲリーニはヴェネト州選挙区から代議院議員に当選した。第16議会で国防委員会の理事を務め、欧州評議会や西欧同盟のイタリア国会議員派遣団にも加わった。
2009年2月24日には、新たに書記長となったダリオ・フランチェスキーニから機会均等部門の責任者に任命された。このときから、モゲリーニはフランチェスキーニ派のひとりとして有名になった。モゲリーニは米伊財団の副理事長も務めた。
2013年2月には、エミリア＝ロマーニャ州選挙区から国会議員に再選された。第17議会では国防委員会や外務委員会に所属し、北大西洋条約機構 (NATO) 国会議員会議のイタリア代表団の一員となり、その団長も務めた。
2013年12月9日には、新たに書記長となったマッテオ・レンツィから欧州関係部門の責任者に任命された。
米国のジャーマン・マーシャル・ファンドの研究員も務めた。

### イタリア外相
レンツィ内閣のもとで、モゲリーニは外相に就任した。イタリアではスザンナ・アグネッリとエンマ・ボニーノに次ぐ3人目の女性の外相であった。外相就任後の初めての公務は、エンリカ・レクシー号事件でインドに拘留されている2人のイタリア人水夫（マッシリミアーノ・ラトーレとサルヴァトーレ・ジローネ）の妻たちに、国防大臣とともに面会することであった。
モゲリーニはまた、イスラム教からキリスト教に改宗し、その撤回を拒んだためにスーダンで死刑判決を受けたマリアム・イブラヒムの解放に努めるよう、外務省に指示した。イタリアとスーダンの良好な関係もあって、イブラヒムは最終的にイタリアの政府専用機でイタリアに渡航することが許可された。

### EU上級代表
2014年の欧州議会選挙で社会民主進歩同盟所属のイタリア人議員が大幅に増加したことをうけて、欧州理事会は同年7月に、ジャン＝クロード・ユンケルを委員長とする新たな欧州委員会の外交安全保障政策上級代表に、モゲリーニを起用する考えを示した。『フィナンシャル・タイムズ』をはじめとする欧州各紙は7月13日、この人選にラトビアやエストニア、リトアニア、ポーランドなどの東欧諸国が反対していることを報じた。これらの国々は、ウクライナ危機後のロシアにモゲリーニがあまりに弱腰であると考えていた。しかし、8月2日にマッテオ・レンツィ首相は、ユンケルにあてた書簡で正式にモゲリーニを推薦した。
8月30日に欧州社会党に所属する各国首相は、欧州理事会に先立って会合をもった。そこでモゲリーニは、欧州社会党からの承認を受けた。この同じ日に欧州連合 (EU) のヘルマン・ファン・ロンパウ大統領は、モゲリーニを新たな上級代表に指名する欧州理事会の決定を公表した。
初めての記者会見でモゲリーニは、ロシアとウクライナ間の危機解決のため、両国間の対話の機会をつくることに尽力すると表明した。
2015年にはイランのモハンマド・ジャヴァード・ザリーフ外相と、イランの核開発問題に関する包括的共同作業計画の交渉にあたり、その実績を評価された。2016年には、辞任したアラン・ルロイの後任の欧州対外行動局事務総長にヘルガ・シュミットを任命した。
2015年以降は、エルジュビエタ・ビエンコフスカを座長とする欧州委員会の防衛研究ハイレベルグループのメンバーとなっていた。また、対外関係に関わる欧州委員（近隣・EU拡大担当、貿易担当、開発担当、非常事態・人道的援助担当、移民担当、エネルギー・交通担当）の月例会合を主催していた。
2023年11月3日、秋の叙勲で旭日重光章を受章した。

## ギャラリー
- スイスのローザンヌで行われたイラン核問題に関する包括協定の交渉。モゲリーニのほか米、英、ロ、独、仏、中、イランの外相が参加した（2015年3月30日）。
- 米国のジョン・ケリー国務長官と（2015年9月30日）
- 左からブラジルのマウロ・ヴィエイラ外相、同国のジルマ・ルセフ大統領、ドナルド・トゥスク欧州理事会議長、ジャン＝クロード・ユンケル欧州委員会委員長、モゲリーニ、ミゲル・アリアス＝カニェーテ欧州委員会気候変動・エネルギー担当委員（2015年11月30日）
- 左からモゲリーニ、エストニアのマリーナ・カリュランド外相、スロバキアのミロスラヴ・ライチャーク外相（2016年9月2日）
- ブルガリアのエカテリナ・ザハリエヴァ外相と（2018年2月16日）
- ウクライナのウォロディミル・ゼレンスキー大統領と（2019年6月5日）

## 政策

### ロシアとの関係
2015年1月、モゲリーニは対ロ再接近の可能性をさぐるディスカッション・ペーパーをEU加盟国の外相に送付した。それにはウクライナ危機後にロシアに課した経済制裁の緩和や、ビザやエネルギー政策など幅広い分野に関する対話の再開などが盛り込まれていた。しかし、ウクライナ東部における戦闘が激化したため、イギリスやポーランドなどの加盟国はこの案に厳しい反応を示した。

### 中東との関係
モゲリーニはかねてから、2014年4月に米国を仲介役とするプロセスが頓挫したイスラエルとパレスチナの和平交渉を、EU主導で再開させることに意欲を示してきた。モゲリーニは、上級代表に就任後まもなく同地を訪れている。和平プロセスの再開にあたっては、国際連合と米国、ロシア、EUからなる中東カルテットを立て直すことと、主要なアラブ諸国を関与させることに傾注した。エジプトとヨルダン、サウジアラビア、アラブ連盟との初めての「カルテット・プラス」会合は、2014年9月30日にニューヨークで開かれた国連総会の合間に開催された。
EUの上級代表として、モゲリーニはイランの核問題に関する最終交渉を取りまとめ、2015年7月14日の協定にこぎつけた。米国のジョン・ケリー国務長官は、交渉の「最終段階で国家間の作業を巧みに取りまとめた」としてモゲリーニを称賛した。しかし、交渉のなかでイランに大きな支援を与えたとの批判もある。
サウジアラビア主導のイエメンへの介入（2015年イエメン空爆を参照）には「軍事行動は解決策にはならないと確信している」と述べ、反対している 。

### 米国との関係
モゲリーニは2014年、『ロイター』に「いつか米国で働きたい」と述べ、米国への憧憬をあらわにしている。大西洋横断貿易投資パートナーシップ協定 (TTIP) の交渉では、透明性のある、規則に基づいたエネルギー市場の基準を設けるとして、エネルギー部門を重視している。

### 欧州におけるイスラーム
モゲリーニは欧州委員に指名されたときから、イスラームは欧州の歴史や未来の一部であると公言し、物議をかもしてきた。2015年6月24日のブリュッセルにおける演説では「私たちの西洋社会に、イスラームは位置を占めています。イスラームは欧州のものです。欧州の歴史に、私たちの文化に、食べ物に、欧州のいまと未来に最も重要なものに、イスラームは位置を占めています。好むと好まないとにかかわらず、これは事実なのです」と述べている。

## その他の活動
- 国際問題研究所 (IAI) 研究員[23]
- ジャーマン・マーシャル・ファンド研究員[23]
- 欧州リーダーシップ・ネットワーク (ELN) 会員[23]
- 包括的核実験禁止条約 (CTBT) 準備委員会賢人グループメンバー[23]